# وارون (منطق)
وارون اصطلاحی در منطق است که به گزارهٔ عکس نقیضِ عکس یک گزارهٔ شرطی گفته می‌شود؛ بنابراین وارون گزارهٔ {\displaystyle P\rightarrow Q} برابر {\displaystyle \neg P\rightarrow \neg Q} است. با توجه به اینکه نقیض مضاعف یک گزاره با خود آن گزاره برابر است، وارون مضاعف یک گزاره نیز به خود آن گزاره می‌انجامد (وارون {\displaystyle \neg P\rightarrow \neg Q} برابر با {\displaystyle \neg \neg P\rightarrow \neg \neg Q} است که خود معادل {\displaystyle P\rightarrow Q} خواهد بود).
همانگونه که یک گزارهٔ شرطی و عکس نقیض آن با هم معادلند، وارون و عکس یک گزارهٔ شرطی نیز از نظر منطقی با هم معادلند. با این وجود وارون یک گزارهٔ منطقی از خود آن گزاره قابل استنباط نیست.